# 杭州西湖国际烟花大会
杭州西湖国际烟花大会是杭州市举办的烟花庆典活动。1998年10月17日首次举办，2000年随着西湖国际博览会恢复举办，成为其一部分，也标志着其正式开幕；一些重点区域需购票才能进入，不过大多数观众还是在免费区域觀看。2012年举办時運河分會場發生了爆炸事故，13年起停辦。

## 历届烟花大会

### 1990年代
1998年
10月17日（周六）19时38分，地点：西湖平湖秋月，总施放1.6万发
1999年
10月16日（周六）19时36分，地点：西湖平湖秋月，总施放1.5万发

### 2000年代
2000年
10月21日（周六）19时45分，地点：西湖平湖秋月，总施放1.5万发
2001年
10月21日（周日）19时50分，地点：西湖中心水域，总施放1.5万发
2002年
10月20日（周日）19时40分至20时30分，地点：西湖中心水域，总施放2.5万发
2003年
10月18日（周六）19时40分至20时30分，地点：西湖水域，总施放3.1万发
2004年
10月17日（周日）19时40分至20时30分，地点：西湖水域，总施放3.2万发
2005年
10月15日（周六）19时45分至20时25分，地点：钱塘江水域（为首次不在西湖举办的烟花大会），总施放8万发
2006年
10月14日（周六）19时30分至20时10分，地点：钱塘江水域，总施放10万发
2007年
11月3日（周六）19时45分至20时20分，地点：钱塘江水域，总施放10万发
2008年
10月25日（周六）19时45分至20时25分，地点：钱塘江水域，总施放12万发
2009年
10月24日（周六），19时45分至20时25分，地点：西湖主会场、运河分会场，总施放10万发

### 2010年代
2010年
10月16日（周六）19时50分至20时30分，地点：钱塘江主会场、运河分会场，总施放30.8万发
2011年
10月23日（周六）20时至20时30分，在钱塘江主会场和运河分会场设置了三个燃放区域，总施放22.5万发。
2012年
10月13日（周六）19时45至20时25分
- 西湖主会场（A标段），免票观看区：湖滨路、北山路、南山路。
- 运河分会场
  - （1）运河拱墅标段（B标段），免票观赏区：丽水路（轻纺桥以北、隧道南侧口以南）、湖州街、登云路、小河路（除桥弄街-湖州街以外）等路段。
  - （2）运河下城标段（C标段），集中观看区：西湖文化广场中心广场。免票观看区：沿运河游步道、空旷地。

當晚20时05分，運河分會場發生意外爆炸，受伤、受影響羣衆達151人，傷者獲了市二醫院的免費治療。
2013年后为响应节俭办会、亲民、环保等要求，烟花大会取消，直到2023年重新启动烟花大会，为“迎亚运，庆元宵”烟花灯光秀，总施放3万发。